# Marcelo Moreno Martins
Marcelo Moreno Martins (nascut el 18 de juny de 1987 en Santa Cruz de la Sierra), és un futbolista bolivià que actualment juga pel Grêmio Foot-Ball Porto Alegrense.